# Campbellton (New Brunswick)
Campbellton ist eine Stadt am Restigouche in New Brunswick, Kanada. Sie liegt im Nordwesten der Provinz am Zusammenfluss von Chaleur-Bucht und Matapédia.

## Geschichte
Campbellton hieß ursprünglich Atholville, wurde aber 1837 in Campbellton, nach Hospitalières de Saint-Joseph, umbenannt.

## Söhne und Töchter der Stadt
- René Lévesque (1922–1987), Premierminister von Québec
- Greg Davis (* 1962), kanadischer Politiker
- Cory Larose (* 1975), Eishockeyspieler